# Ailuropoda
Ailuropoda — єдиний сучасний рід підродини ведмедів Ailuropodinae. Він містить один живий і три викопних види.
Попри таксономічну класифікацію як хижих (Carnivora) Ailuropoda мають в основному травоїдну дієту, яка складається майже виключно з бамбука.
Ailuropoda походять від Ailurarctos, які жили в пізньому міоцені.